# Gaby Rasters
Gaby Rasters (Weert, 11 februari 1975)  is een Nederlands schrijfster.

## Biografie
Gaby Rasters is geboren en getogen in het Limburgse Weert. Ze studeerde Cultuur en Wetenschappen aan de Universiteit Maastricht en promoveerde daarna aan de Katholieke Universiteit Nijmegen. In 2014 werd haar boek Herkenning uitgebracht na een crowdfundactie via het TenPages platform. Dit boek werd uitgegeven bij uitgeverij Zilverspoor. In dit boek heeft zij gebruik gemaakt van augmented reality waaraan acteur Peter Post en actrice/presentatrice Fabienne de Vries hun medewerking hebben verleend.
De rechten voor het boek Herkenning werden overgenomen door uitgeverij Zomer & Keuning en het boek Herkenning werd opnieuw uitgebracht als Follow en maakt deel uit van de trilogie: Het nogal ingewikkelde leven van Mila. Like en Share zijn de vervolgdelen.
Via uitgeverij Ellessy werden de thrillers Muurbloem en Julia & Julia uitgebracht. Bekendheid bij het grote publiek verwierf Rasters na het uitkomen van haar boek Nooit meer Bang. Dit boek is gebaseerd op de aanslag in Brussel, waar de auteur zelf die dag op afstand bij aanwezig was. Het boek Nooit meer Bang werd bekroond met de publieks- en juryprijs vanuit de Valentijnsprijs.
Tussendoor kwam het boek De Lissabon brieven uit bij uitgeverij Bagage, een unieke samenwerking tussen de auteur zelf en de uitgeverij. Ook schreef Rasters het kinderboek Raf de Raaf als ode aan haar drie kinderen.
Rasters kreeg een contract bij uitgeverij Boekerij en schreef daar drie romans. De roman Hou me vast zoals ik was verwierf wederom veel bekendheid. Het verhaal is gebaseerd op de overleden vriendin van de auteur. De cover van dit boek won de derde prijs in mooiste boekomslag. Lezers konden kiezen uit een shortlist van 20 titels of konden zelf een boek nomineren. Voor het eerst in de achtjarige geschiedenis van de prijs eindigde een niet genomineerde omslag in de top 3: Hou me vast zoals ik was.
Bij Boekerij verschenen de romans Hemelse Modder (2020) en Een vleugje Londen (2021)
Rasters schreef voor uitgeverij Billy Bones het kinderboek Timur. Dit boek werd genomineerd voor de Hotze de Roosprijs in 2021 en was een van de drie finalisten.

## Prijzen & Nominaties
- 2019: Valentijnprijs -zowel de jury- als de publieksprijs- met Nooit meer bang
- 2021: Finalist Hotze de Roosprijs met Timur, met illustraties door Leon Römer.